# Lijst van Stolpersteine in Dijk en Waard
De lijst van Stolpersteine in Dijk en Waard geeft een overzicht van de gedenkstenen die in de gemeente Dijk en Waard in de Nederlandse provincie Noord-Holland zijn geplaatst in het kader van het Stolpersteine-project van de Duitse beeldhouwer-kunstenaar Gunter Demnig.
Stolpersteine zijn opgedragen aan slachtoffers van het nationaalsocialisme, al diegenen die zijn vervolgd, gedeporteerd, vermoord, gedwongen te emigreren of tot zelfmoord gedreven door het nazi-regime. Demnig legt voor elk slachtoffer een aparte steen, meestal voor de laatste zelfgekozen woning.
Omdat het Stolpersteine-project doorloopt, kan deze lijst onvolledig zijn.

## Stolpersteine
In gemeente Dijk en Waard ligt een Stolperstein in Sint Pancras.

### Sint Pancras
| Afbeelding | Inscriptie | Adres          | Herdachte persoon             |
| ---------- | --- | -------------- | ----------------------------- |
|            | HIER WOONDE EN WERKTE GERRIT LUIT BRUIN GEB. 1884 IN VERZET GEARRESTEERD 9-7-1944 ST. PANCRAS GEÏNTERNEERD VUGHT OVERLEDEN 31-5-1945 BERGEN-BELSEN | Benedenweg 204 | Gerrit Luit Bruin (1884-1945) |

## Data van plaatsingen
- 19 maart 2025: een Stolperstein op Benedenweg 204